# Content marketing
Content marketing er en overordnet betegnelse for en strategisk metode inden for markedsføring, der involverer produktion og distribution af modtagerorienteret marketingindhold med det formål at tiltrække og engagere nuværende og potentielle målgrupper med henblik på at skabe rentable kunderelationer.
Udgangspunktet for content marketing er, at det er attraktivt at levere indhold til kunder, fordi det genererer mere interesse, loyalitet og salg end traditionel reklame. Content marketing kan desuden bedre fastholde interessen, og dermed skabe en højere loyalitet over for varemærker.
Metoden er særlig udbredt inden for B2B, særlig ved markedsføring af komplekse produkter eller services.

## Push-marketing vs. pull-marketing
Content marketing er baseret på princippet om, at man som virksomhed kan opnå kundeloyalitet over tid ved at levere konsistent, vedvarende og værdifuld information til forbrugerne. Netop derfor kan disciplinen betegnes som en pull-strategi, hvor modtageren motiveres til aktivt selv at opsøge et varemærke. Dette står i modsætning til klassisk push-marketing, hvor virksomheden selv gennem reklame ”skubber” budskaber ud til modtageren, der således ufrivilligt eksponeres for virksomhedens kommunikation.

## Formålet med content marketing
Formålet med content marketing er, at virksomheder gennem værdiskabende indhold skaber opmærksomhed omkring sig selv samt synlighed hos relevante modtagere. Gennem uddannelse af og oplevelser til kunden opbygges varemærkets anerkendelse hos en given målgruppe. Dette kan medføre, at virksomheden kommer til at ligge højt i målgruppens bevidsthed, når de skal træffe en købsbeslutning. Hvis indholdet opleves som relevant og værdifuldt, styrkes tilliden til brandet hos modtagerne, hvilket kan bidrage til opbygningen af et længerevarende forhold mellem virksomheden og den enkelte modtager.
Derudover kan styrkelsen af brandopfattelsen føre til, at virksomheden genkendes og huskes som en vidensleder inden for sit specialområde. At være vidensleder handler om at etablere sig som den førende autoritet inden for sin branche ved blandt andet at vise, at man har kompetencer til at hjælpe målgruppen med deres problemstillinger og til at kunne svare kvalificeret på deres spørgsmål. Positionen som vidensleder er særligt egnet til B2B-virksomheder, hvor kunderelationen oftest er langvarig, og hvor købsbeslutningerne er længere.
Content marketing kan således bidrage til en række marketingmæssige delmål, herunder at:
- øge kendskabet til et varemærke
- tiltrække nye salgsemner
- opbygge et forhold mellem virksomhed og forbruger baseret på tillid
- opbygge loyalitet hos forbrugerne
- løse et problem for forbrugerne
- hjælpe forbrugerne i deres købsrejse.

## Hvad kræver content marketing?
Der er nogle grundlæggende elementer, som skal være på plads, for at en virksomhed kan iværksætte en content marketing-strategi. Først og fremmest skal indholdet målrettes en klart defineret gruppe af modtagere. Derfor vil en målgruppeanalyse eller en egentlig personabeskrivelse normalt være første skridt. Disse analyser vil bl.a. afdække, hvilke temaer, målgruppen har særlig interesse i.
Med udgangspunkt i målgruppens interesser vil virksomheden definere nogle fælles vidensområder, som kan danne udgangspunkt for uddannelsen af kunden. Disse vidensområder omsættes i en content plan, som er en konkret plan for, hvordan virksomheden skal producere og distribuere konkrete kommunikationsprodukter i forskellige kanaler.

## Kommunikationsprodukter
Eksempler på content marketing-produkter er kundemagasiner, trykte eller digitale nyhedsbreve, andet digitalt indhold, websteder eller microsites, hvidbøger, webcasts, webinars, podcasts, video-portaler eller serier, in-person roadshows, rundbordskonferencer, interaktive online begivenheder. Formålet med denne information er at informere bestemte målgrupper og kundeemner om relevant indhold, der nogle gange gange kan indeholde virksomhedens produkter og være en del af marketingplanen.
Udtrykket "indholdsleverandør" bliver brugt til at beskrive en ny generation af marketingmedarbejdere, der skaber, optimerer og distribuerer de forskellige typer af indhold, der kræves for at engagere kunder på de sociale medier, baseret på data fra specialiserede analyseværktøjer.
Content marketing er den underliggende filosofi bag flere nyere marketingteknikker, eksempelvis brugerdefinerede medier, brugerdefinerede forlag, databasemarkedsføring, brand marketing, mærkevare-underholdning og branded content.